# Франсуа Дені Лежитім
Франсуа Дені Лежитім (20 листопада 1841 — 29 липня 1935) — гаїтянський генерал, президент Гаїті у 1888–1889 роках.

## Життєпис
Лежитім народився в Жеремі 20 листопада 1841 в родині Дені Лежитіма й Тінетт Лесперанс. Був одружений з Роз-Марі Ісаурою Маріон, мав дев'ятьх дітей: Кув'є, Едмонд, Анжел, Антуанет, Дені молодший, Леон, Клеменс, Марі та Агнес.
За часів правління Фабра Жефрара отримав звання генерал-ад'ютанта, а під час врядування Сильвена Сальнава отримав посаду начальника генерального штабу. Займав посади міністра внутрішніх справ та сільського господарства в уряді Луї Саломона. За часів тієї ж адміністрації Лежитім був звинувачений у прагненні до президентства та був змушений виїхати в Кінгстон (Ямайка), провівши там три роки. Він повернувся на батьківщину та був обраний президентом 16 грудня 1888. Втім, на посту глави держави він протримався недовго: його було усунуто від влади наступного року і він знову був змушений виїхати на Ямайку. 1896 року президент Огюст Симон-Сан гарантував колишньому генералу амністію, і Лежитім повернувся до Гаїті.
Він помер 29 липня 1935 року в Порт-о-Пренсі.